# Théâtre cinématographique national Uránia
Le Théâtre cinématographique national Uránia (en hongrois : Uránia Nemzeti Filmszínház) est un édifice situé dans le 8e arrondissement de Budapest.